# Siège de Bursa
Guerres byzantino-ottomanes
Batailles
- Bapheus
- Campagne catalane
- Bursa
- Pélékanon
- Nicée
- Nicomédie
- 1re Gallipoli
- 2e Gallipoli
- Philadelphie
- 1re Constantinople
- 2e Constantinople
- 3e Constantinople
- 4e Constantinople
- Thessalonique
- Bosphore
- 5e Constantinople

Le siège de Bursa se déroula du 20 avril 1317 au 6 avril 1326. Il opposa les forces de l'Empire Byzantin à celles de l'Empire Ottoman, se concluant par la chute de la cité aux mains des Turcs .

## Prélude
Bursa est une cité de l'ouest de l'Anatolie, appartenant à l'Empire byzantin.
Connue depuis l'Antiquité, la cité a vu son développement et son importance grandir, grâce au commerce, notamment celui de la soie.
Néanmoins, la cité est équipée de murailles défensives importantes, lui permettant de garder une certaine quiétude, dans un Empire byzantin en déclin et attaqué de toutes parts.
Au même moment, Osman, premier sultan de l'Empire Ottoman, cherche à étendre son territoire.
Après avoir remporté une victoire sur l'armée byzantine à Bapheus en 1302, Osman a désormais le champ libre pour ses conquêtes.
Bursa est alors une cible intéressante pour les Turcs, mais pas seulement pour sa position stratégique ; celle-ci sert de base arrière, en cas de siège, à Constantinople, la capitale de l'Empire byzantin. Osman prend alors un risque en s'attaquant à la cité, puisque lui et son armée n'ont aucune expérience militaire dans le domaine des sièges.

## Siège
En 1308, Osman conquiert l'île d'Imrali, en mer de Marmara, ce qui permet de compliquer les relations entre les parties européennes et asiatiques de l'empire byzantin.
Le siège débute le 20 avril 1317, opposant les garnisons du général byzantin Saroz, aux troupes d'Orhan, le fils d'Osman.
Mené de façon intermittente, Le siège de la ville s'achève le 6 avril 1326, lorsque la cité tombe aux mains des Ottomans.

## Importance
Paul K. Davis (id) écrit que « le siège de Bursa a établi Osman Ier et ses successeurs, comme le pouvoir majeur en Asie mineure, débutant l'Empire ottoman ».